# Marcello mio
Marcello mio és una pel·lícula de comèdia del 2024 escrita i dirigida per Christophe Honoré. A la pel·lícula, l'actriu Chiara Mastroianni s'enfronta a viure a l'ombra del llegat del seu pare real Marcello Mastroianni. Hi retrata una versió d'ella mateixa al costat de la seva mare de la vida real, l'actriu francesa Catherine Deneuve. Diversos altres actors també donen suport al repartiment i a interpretar versions d'ells mateixos, com Fabrice Luchini, Nicole Garcia, Benjamin Biolay, Melvil Poupaud i Hugh Skinner. S'ha subtitulat al català.
La pel·lícula es va exhibir per primer cop a la competició principal del 77è Festival de Canes el 21 de maig de 2024, i es va estrenar als cinemes de França el mateix dia.